# Iloczyny tensorowe C*-algebr
Iloczyny tensorowe C*-algebr – dla pary C*-algebr {\displaystyle A} i {\displaystyle B,} C*-algebry będące uzupełnieniami C*-norm na (algebraicznym) iloczynie tensorowym {\displaystyle A\odot B,} uzależnionych od norm w {\displaystyle A} i {\displaystyle B.} W ogólności, może istnieć wiele nieizomorficznych iloczynów tensorowych danej pary C*-algebr. Każda C*-norma na {\displaystyle A\odot B} jest normą krzyżową, tj. spełnia warunek
{\displaystyle \|a\otimes b\|=\|a\|\cdot \|b\|\quad (a\in A,b\in B).}
Iloczyny tensorowe C*-algebr były rozważane po raz pierwszy przez Takasi Turumaru w latach 50. XX w.

## Minimalny iloczyn tensorowy C*-algebr
Niech {\displaystyle A} i {\displaystyle B} będą C*-algebrami oraz niech {\displaystyle \pi _{1}\colon A\to {\mathcal {B}}(H_{1}),} {\displaystyle \pi _{2}\colon B\to {\mathcal {B}}(H_{2})} będą, odpowiednio, ich reprezentacjami na przestrzeniach Hilberta {\displaystyle H_{1}} i {\displaystyle H_{2}.} Wzór
{\displaystyle (\pi _{1}\otimes \pi _{2})(a\otimes b)=\pi _{1}(a)\otimes \pi _{2}(b)\quad (a\in A,b\in B)}
definiuje reprezentację {\displaystyle \pi _{1}\otimes \pi _{2}} *-algebry {\displaystyle A\odot B} na iloczynie tensorowym przestrzeni Hilberta {\displaystyle H_{1}\otimes H_{2}.}
Minimalnym iloczynem tensorowym pary C*-algebr {\displaystyle A} i {\displaystyle B} nazywane jest uzupełnienie normy {\displaystyle \|{\cdot }\|_{\min }} na {\displaystyle A\otimes B} danej wzorem
{\displaystyle {\Big \|}\sum _{k=1}^{n}a_{k}\otimes b_{k}{\Big \|}_{\min }=\sup _{\pi _{1},\pi _{2}}{\Big \|}\sum _{k=1}^{n}\pi _{1}(a_{k})\otimes \pi _{2}(b_{k}){\Big \|}\quad \;(a_{k}\in A,b_{k}\in B,k\leqslant n,n\in \mathbb {N} ),}
gdzie supremum przebiega po wszystkich reprezentacjach {\displaystyle \pi _{1},} {\displaystyle \pi _{2},} odpowiednio, algebr {\displaystyle A} i {\displaystyle B.} Minimalny iloczyn tensorowy jest zwykle oznaczany symbolem {\displaystyle A\otimes _{\min }B.}

## Maksymalny iloczyn tensorowy C*-algebr
Maksymalnym iloczynem tensorowym pary C*-algebr {\displaystyle A} i {\displaystyle B} nazywane jest uzupełnienie normy {\displaystyle \|{\cdot }\|_{\max }} na {\displaystyle A\otimes B} danej wzorem
{\displaystyle {\Big \|}\sum _{k=1}^{n}a_{k}\otimes b_{k}{\Big \|}_{\max }=\sup _{\pi }{\Big \|}\pi {\big (}\sum _{k=1}^{n}a_{k}\otimes b_{k}{\big )}{\Big \|}\quad \;(a_{k}\in A,b_{k}\in B,k\leqslant n,n\in \mathbb {N} ),}
gdzie supremum przebiega po wszystkich reprezentacjach {\displaystyle \pi } (na przestrzeni Hilberta) *-algebry {\displaystyle A\otimes B.} Maksymalny iloczyn tensorowy jest zwykle oznaczany symbolem {\displaystyle A\otimes _{\max }B.}

## Nuklearne C*-algebry
Nazwy minimalny i maksymalny iloczyn tensorowy biorą się z następującego faktu – jeżeli {\displaystyle \|{\cdot }\|_{*}} jest jakąkolwiek C*-normą na {\displaystyle A\odot B,} to
{\displaystyle \|{\cdot }\|_{\min }\leqslant \|{\cdot }\|_{*}\leqslant \|{\cdot }\|_{\max }.}
C*-algebra {\displaystyle A} nazywana jest nuklearną, gdy dla każdej innej C*-algebry {\displaystyle B} normy minimalnego i maksymalnego iloczynu tensorowego w {\displaystyle A\otimes B} są równe, tj.
{\displaystyle \|x\|_{\min }=\|x\|_{\max }\quad (x\in A\odot B).}
W przypadku tensorowania C*-algebry {\displaystyle A} z nuklearną C*-algebrą {\displaystyle B} symbolem {\displaystyle A\otimes B} oznacza się najczęściej (jedyny) uzupełniony iloczyn tensorowy. Każda przemienna C*-algebra jest nuklearna.